# Le Mesnil-Mauger
Le Mesnil-Mauger is een plaats en voormalige gemeente in het Franse departement Calvados in de regio Normandië. De plaats maakt deel uit van het arrondissement Lisieux.

## Geschiedenis
Een oude vermelding van de plaats is Mesnillum Malgerii uit de 11de eeuw.
Op het eind van het ancien régime werd Le Mesnil-Mauger een gemeente.
In 1973 werden de gemeenten Écajeul, Saint-Crespin en Sainte-Marie-aux-Anglais aangehecht bij Le Mesnil-Mauger in een zogenaamde "fusion association". Die drie gemeenten hadden in de eerste helft van de 19de eeuw zelf al enkele fusies ondergaan waardoor de gemeente ook de plaatsen Cerqueux-en-Auge, Doux Marais, Saint-Maclou, Soquence omvatte toen het op 1 januari 2017 opging in de commune nouvelle Mézidon Vallée d'Auge.

## Geografie
De oppervlakte van Le Mesnil-Mauger bedraagt 30,9 km², de bevolkingsdichtheid is 32,1 inwoners per km².
Door de gemeente loopt de rivier de Vie. De zuidgrens van de gemeente wordt gevormd door de Oudon, de westgrens voor een deel door de Dives.
De onderstaande kaart toont de ligging van Le Mesnil-Mauger met de belangrijkste infrastructuur en aangrenzende gemeenten.

## Bezienswaardigheden
- De Église Saint-Étienne gaat terug tot de 12de eeuw. De klokkentoren werd in 1926 ingeschreven als monument historique.
- Het Manoir du Coin is een 16de-eeuws landhuis, dat in 1927 werd ingeschreven als monument historique.
- Een vakwerkhoeve in de stationsomgeving werd in 1930 ingeschreven als monument historique.

## Demografie
Onderstaande figuur toont het verloop van het inwonertal (bron: INSEE-tellingen).
Vanwege een beveiligingsprobleem met de MediaWiki Graph-software is het momenteel niet mogelijk deze grafiek weer te geven. Zodra de software is bijgewerkt zal de grafiek vanzelf weer zichtbaar worden.